# Callirhoe (inslagkrater)
Callirhoe is een inslagkrater op Venus. Callirhoe werd in 1991 genoemd naar de Oud-Grieks beeldhouwster Callirhoe (rond 650 v.Chr.) .
De krater heeft een diameter van 33,8 kilometer en bevindt zich rond het laagland Llorona Planitia in het quadrangle Greenaway (V-24). De krater ligt ten zuiden van Maria Celeste en ten noorden van Vigée-Lebrun.